# Haeckeliania magniclavata
Haeckeliania magniclavata är en stekelart som beskrevs av Yousuf och Shafee 1984. Haeckeliania magniclavata ingår i släktet Haeckeliania och familjen hårstrimsteklar. Inga underarter finns listade i Catalogue of Life.